# سیارک ۹۲۱
سیارک ۹۲۱ (به انگلیسی: 921 Jovita، نامگذاری:1919FV) نهصد و بیست و یکمین سیارک کشف شده‌است که در ۴ سپتامبر ۱۹۱۹ و در هایدلبرگ کشف شد.
قدر مطلق سیارک برابر ۱۰٫۶۰ است.